# ناردين صغير أبجر
ناردين صغير أبجر (الاسم العلمي: Valerianella umbilicata) هو نوع من النباتات يتبع جنس الناردين الصغير من فصيلة معزية الورق.